# Sergiu Secu
Sergiu Secu, ros. Сергей Фёдорович Секу, Siergiej Fiodorowicz Seku (ur. 28 listopada 1972 w Kiszyniowie, Mołdawska SRR) – mołdawski piłkarz, grający na pozycji obrońcy, były reprezentant Mołdawii, trener piłkarski.

## Kariera piłkarska

### Kariera klubowa
Karierę zawodniczą rozpoczął w Nistru Kiszyniów w 1989. Po uzyskaniu niepodległości Mołdawii w 1992 występował w kiszyniowskich klubach Amocom Kiszyniów i Sportul Kiszyniów. Na początku 1994 przeniósł się do Tiligulu Tyraspol, w którym występował przez 5 sezonów. Jesienią 2000 bronił barw Śląska Wrocław, ale rozegrał tylko 3 mecze i powrócił do ojczyzny. W 2002 ponownie wyjechał za granicę, gdzie bronił barw klubów SKA-Eniergija Chabarowsk i Żenis Astana. Latem 2003 powrócił do Mołdawii, gdzie został piłkarzem Unisport-Auto Kiszyniów. W 2004 przeszedł do Steaua Kiszyniów. Jesienią 2005 rozegrał 3 mecze w składzie ormiańskiego Bananca Erywań. Karierę piłkarską zakończył jako piłkarz CSCA-Agro Stăuceni w końcu 2006.

### Kariera reprezentacyjna
W 1991 zadebiutował w reprezentacji Mołdawii. Łącznie rozegrał 20 meczów, strzelił 1 gola.

## Kariera trenerska
Po zakończeniu kariery piłkarskiej rozpoczął pracę szkoleniową. Najpierw pomagał trenować, a w 2009 pełnił obowiązki głównego trenera CSCA-Rapid Kiszyniów. Potem prowadził CSCA Buiucani Kiszyniów, a po zakończeniu sezonu 2010/11 został zaproszony na stanowisko głównego trenera CSCA-Rapid Kiszyniów. Z klubem pracował do marca 2012, po czym został zwolniony, ale już w kwietniu 2012 ponownie objął stanowisko głównego trenera CSCA-Rapid Kiszyniów, jednak po miesiącu pracy został zwolniony. Potem trenował Rapid Ghidighici, ale w kwietniu 2013 został zmieniony przez Wołodymyra Lutego.

## Sukcesy i odznaczenia

### Sukcesy klubowe
- wicemistrz Mołdawii: 1994, 1995, 1996, 1998
- brązowy medalista Mistrzostw Mołdawii: 1997
- zdobywca Pucharu Mołdawii: 1994, 1995